# Panamax
Panamax in New Panamax sta velikostna razreda tovornih ladij, ki še lahko plujejo skozi Panamski prekop.
Glavne omejitve so velikost zapornic, globina prekopa, ožine in višina mostu Bridge of America. Te omejitve so vplivale na načrtovanje tovornih in tudi vojaških ladij. Za ladje, ki so prevelike za prekop, se uporablja oznaka "Post-Panamax".
Trenutno se izvajajo gradbena dela, ki bodo povečala zapornice in razširila vodne poti. Tako bodo lahko precej večje ladje prečkale prekop. 

## Panamax
Trenutne zapornice so široke 33,53 m, dolge 320,4 m in globoke 12,56 m. 

## New Panamax
Nove zapornice bodo 427 metrov dolge, 55 metrov široke in 18,3 metra globoke. New Panamax bo omogočal uporabo kontejnerskih ladij do 13 000 TEU, kar je precej več od trenutnih 5000 TEU. Nekatere največje ladje, kot npr. Maersk Trojni E razred, Supertankerji razreda TI bodo še vedno prevelike tudi za povečan prekop.

### Primerjava velikosti
|         | Zapornice           | Panamax           | Tretje zapornice | New Panamax      |
| ------- | ------------------- | ----------------- | ---------------- | ---------------- |
| Dolžina | 1.050 ft (320,04 m) | 965 ft (294,13 m) | 1.400 ft (427 m) | 1.200 ft (366 m) |
| Širina  | 110 ft (33,53 m)    | 106 ft (32,31 m)  | 180 ft (55 m)    | 161 ft (49 m)    |
| Ugrez   | 412 ft (125,58 m)   | 395 ft (120,40 m) | 600 ft (183 m)   | 499 ft (152 m)   |
| TEU     |                     | 5000              |                  | 12000            |
| 1. 2.   |                     |                   |                  |                  |